# Numeración del protoeuskera
Debido a la falta de documentación escrita del protoeuskera, no se conoce cuál fue el antiguo sistema de numeración de la lengua vasca que fue predecesora de la numeración actual. Ante la reconocida falta de parentesco del euskera con otras lenguas, es la reconstrucción interna la estrategia que han seguido diferentes estudiosos de la lengua con el fin de reconstruir cómo fueron los nombres de los antiguos numerales vascos.

## Estudios

### Aportación inicial de Mitxelena
En lo que a los números se refiere, Koldo Mitxelena propuso que la forma antigua del número uno ‘1’ fue *bade > bat, basándose en la comparación entre bat y bedera ‘uno para cada uno’, así como con bederatzi 'nueve'. También tomó como las más antiguas las formas de los dialectos septentrionales: dos ‘2’ biga;  tres ‘3’ hirur; cuatro ‘4’ laur; cinco ‘5’ bortz; también propuso para el siete ‘7’ *bortz-az-bi ‘dos con cinco' > zazpi; y para el once ‘11’ propuso *hama-*bed-ka > hamaika, pero sin proporcionar una explicación acerca de ello.

### Propuestas de Agud, Tovar y Trask
Más tarde, Agud y Tovar recopilaron en su diccionario etimológico el trabajo temprano realizado por diferentes académicos hasta los años 1960 (Wilhelm Giese, Karl Bouda, Ferenc Ribáry, Arturo Campión, Henri Gavel, René Lafon, Joan Coromines, Martin Löpelmann, etc). En este diccionario se recogen varias propuestas etimológicas para algunos de los números en euskera, existiendo una gran variabilidad en cuanto al rigor de estas propuestas. 
Por otra parte Trask mencionó la variante *bada para la forma antigua del número uno ‘1’ bat. 

### Propuesta de Lakarra
Lakarra propuso las siguientes etimologías para los números: uno '1' *bada 'hay' > bat; dos '2' *goni > *goi(n) 'encima' > *gwi > bi; tres '3' *her 'tres' >*her-ahur 'puño de tres' > hirur; para el cuatro '4' propuso dos proto-formas, *larr-ahur 'gran palma de mano' > laur; y más tarde retractándose de lo anterior, labur 'corto' > laur; para el cinco '5' *bor-tz 'redondo (mano) + sufijo' > bortz; seis '6' seni 'hijo' > sehi > sei ; siete '7' *bor-zaz-bi 'dos con cinco' > zazpi; ocho '8' zorrotzi 'afilado' > zortzi; nueve '9' *bada-*eradontsi ‘restar uno’ > *bederadontsi > bederatzi; diez '10' *han-*bor 'gran redondo (mano) [= dos manos]' > hamar; once '11' *hama(b)i-*(b)e(d)eka 'doce menos uno' > *hamaeka > hamaika; veinte '20' *bor +*gen-i 'redondo (mano) - añadido' > ogeni > ogei; para cien '100' propuso *hen-*hun 'tronco-hiedra' > ehun; y más tarde y retractándose del anterior, ehun ‘tela' > ehun; finalmente para un medio '1/2' propuso la palabra latina tertium 'tercio' > erdi. 